# Перкович, Марко
Ма́рко Пе́ркович (хорв. Marko Perković, псевдоним Томпсон (Thompson); род. 27 октября 1966) — популярный хорватский певец и музыкант.

## Биография
Марко Перкович родился 27 октября 1966 года в селе Чавоглаве, в Далматинской Загоре (Хорватия). Родители — Анте и Мария Перковичи. Детство провёл в родном селе, где жил вместе с матерью, дедушкой, бабушкой и братом Драженом — тогда как Анте Перкович работал в посольстве СФРЮ в ФРГ и приезжал в Чавоглаве только на Рождество и Пасху. Среднюю школу Марко окончил в городе Сплите. После школы несколько лет проработал шофёром.
В начале войны за независимость Хорватии в 1991 году Марко Перкович добровольцем вступил в Национальную гвардию Хорватии (ZNG), где вооружился американским пистолетом-пулемётом Томпсона времён Второй мировой, по которому и получил своё прозвище.
5 июля 2025 года на загребском ипподроме состоялся концерт с его участием, который посетило около 500 000 человек. Это шоу стало самым посещаемым за всю историю концертов.

## Основные темы в творчестве
Перкович признаётся, что является поклонником групп «Nightwish», «Iron Maiden», «AC/DC» и «Dream Theater».

## Обвинения в фашизме
В 2002 году, на концерте в городе Осиеке Марко Перкович Томпсон исполнил несколько народных песен, относящихся к годам Второй мировой войны. Песни эти были популярны среди усташей, состоявших в союзе с Третьим рейхом. Вместе с ними прозвучала в исполнении Томпсон и позднейшая песня-подделка «Jasenovac i Gradiška Stara», где воспевается геноцид усташами в концлагере Ясеновац коммунистов, сербов, евреев и представители других «расово неполноценных» народов.
В 2004 году, после того, как об этой истории стало известно левым хорватским журналистам, группе Перковича было запрещено давать концерт в Амстердаме. Комментируя запрет, Томпсон сказал: «Не имею ничего против евреев, но они распяли Христа». Подобное высказывание вызвало ещё большее негодование у хорватских СМИ.
В ответ на это Перкович заявил, что он не усташ и не фашист, а патриот. Параллельно с этим он неоднократно одобрял политику, проводимую в НГХ в 1941—1945 гг. Тем не менее, отделение Хельсинкской федерации по правам человека в Хорватии обратилось к президенту Стипе Месичу с просьбой не допускать запретов деятельности Марко Перковича, так как это может «ослабить демократию».

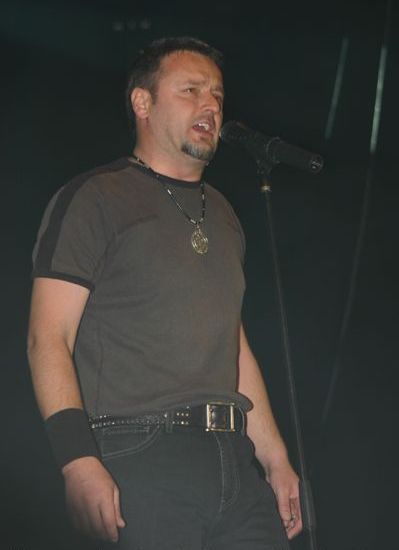
Концерт во Франкфурте 21 апреля 2007 года

Во время своего концерта в Вуковаре 13 апреля 2007 года Перкович заявил: «Я не могу никому приказывать, что надевать на мой концерт, и я никогда никого не поощрял за ношение кепки или майки с буквой „U“. Мой призыв ко всем этим людям (и что я сказал бы и в этот вечер, если бы увидел [что-то подобное этому]): „Надевайте награды победоносной хорватской армии за войну за независимость“. Грустно, что молодёжь так углубляется в историю и ведётся на пропаганду».
Концертный тур Перковича «Bilo jednom u Hrvatskoj» вызвал протесты у различных еврейских организаций. Так, например, правительству Германии предлагалось запретить концерт во Франкфурте из-за опасений, что Томпсон может исполнить «фашистские» песни. Когда немецкое правительство получило перевод всех песен Перковича, просьба о запрете концерта была немедленно отклонена. Похожие проблемы возникали у группы Перковича и в Австралии.
На концерте на стадионе «Максимир» в Загребе 17 июня 2007 года Перкович ещё раз заявил, что он не фашист.

## Семья
В 1995 году Марко Перкович женился на хорватской певице Даниэле Мартинович, но их брак держался в тайне.
После развода, в Канаде Марко познакомился со своей нынешней женой — Сандрой. Брак был зарегистрирован в 2003 году.
У Перковича трое детей: сыновья Петар Шимун (р. 23 сентября 2003) и Анте (р. 15 октября 2005), и дочь Дива Мария (р. 3 февраля 2007).
Живёт вместе с семьёй в Загребе.

## Дискография

### CD
- 1992 — «Moli mala»
- 1995 — «Vrijeme škorpiona»
- 1996 — «Geni kameni»
- 1998 — «Vjetar s Dinare»
- 2002 — «E, moj narode»
- 2003 — «Sve najbolje» (сборник)
- 2006 — «Bilo jednom u Hrvatskoj»
- 2008 — «Druga strana»
- 2013 — «Ora et labora»
- 2025 — «Hodočasnik»

### DVD
- 2002 — «Koncert Poljud»
- 2004 — «Turneja: E, moj narode»
- 2007 — «Turneja: Bilo jednom u Hrvatskoj»